# Селютинка
Селютинка — упразднённая деревня в Александровском районе Владимирской области России.

## География
Урочище находится в северо-западной части области, в зоне хвойно-широколиственных лесов, к востоку от автодороги 17Н-17, на расстоянии примерно 4 километров (по прямой) к северо-востоку от города Александрова, административного центра района. Абсолютная высота — 184 метра над уровнем моря.

### Климат
Климат характеризуется как умеренно континентальный, с умеренно тёплым летом, холодной зимой, короткой весной и облачной, часто дождливой осенью. Среднегодовая температура воздуха — +3,4 °C. Годовое количество атмосферных осадков — 549 миллиметров, из которых большая часть выпадает в тёплый период.

## История
В «Списке населенных мест Владимирской губернии по сведениям 1859 года» населённый пункт упомянут как деревня Семотинко (Селютинка) Александровского уезда, расположенная при прудах, в 4 верстах от уездного города. В деревне насчитывалось 15 дворов и проживало 116 человек (53 мужчины и 63 женщины).
По состоянию на 1905 год, в Селютинке имелось 18 дворов и проживало 100 человек. В административном отношении деревня входила в состав Тирибревской волости.
В советское время входила в состав Майского сельсовета Александровского района. Упразднена решением облисполкома № 586 от 11 июня 1979 года как фактически не существующая.